# Luis Mogollón
Luis Alejandro Mogollón Velázquez (Barquisimeto, 2 de octubre de 1986) es un militar y expreso político venezolano, quien fue detenido el 28 de marzo de 2017 por agentes de la DGCIM en Fuerte Tiuna y liberado el 10 de mayo de 2022.Su caso ha sido resaltado en reportes de derechos humanos de organizaciones como Human Rights Watch, debido a las torturas sufridas y a ser un ejemplo flagrante de detención arbitraria en Venezuela. 

## Detención
Según Human Rights Watch, el teniente Mogollón Velázquez fue torturado por agentes de la Dirección General de Contrainteligencia Militar (DGCIM), a pesar de haberlo detenido por una confusión sobre su apellido. El objetivo de los agentes de la DGCIM era detener a otro militar, de apellido Mogollón Medina, pero capturaron a Mogollón Velázquez por error. A pesar de que su apellido no coincidía con el de la persona que estaban buscando, lo mantuvieron esposado a una silla nueve días, lo golpearon brutalmente en la cabeza y en el cuerpo y lo colgaron del techo sujetándolo de las manos y los pies.Su tortura sigue un patrón documentado que ha generado que la Corte Penal Internacional inicie una investigación sobre comisión de crímenes de lesa humanidad ocurridos en Venezuela.
Se le acusaba de participar en un intento de golpe de Estado bajo las órdenes del general Ángel Vivas, en la denominada operación “Espada de Dios”. La organización Foro Penal, que lo representó durante su proceso penal, asegura que no se consignó en el expediente por parte de la fiscalía una orden de inicio de la investigación, ni elementos probatorios de ningún tipo que pudieran vincular al Teniente Mogollón con dicha operación.
El 30 de noviembre de 2017, durante un traslado tras una audiencia en tribunales, un grupo de reclusos intentaron escaparse, incluyendo a Ronald Ojeda, Luis Berbesi Torres, José González Bolaños, Moreno Briceño Camacho, Josué Hidalgo Azuaje, Francisco Rodríguez Ojeda y Eliezer Vásquez, algunos de los cuales lograron fugarse. El Teniente Rafael Arreaza recibió dos disparos en el intento de fuga, falleciendo ese mismo día.
Por su parte, durante el incidente, el Teniente Luis Alejandro Mogollón Velásquez fue lanzado del vehículo por los custodios, sufriendo severas lesiones. Fue necesario someterlo a una primera intervención quirúrgica a fin de tratar las graves lesiones cerebrales (traumatismo craneal, fractura craneal epidural e infarto del miocardio) ocasionadas por el impacto. Debido a complicaciones, el Teniente Mogollón habría sido sometido a una segunda intervención el 2 de diciembre de 2017 y el 6 de diciembre del mismo año habría sufrido un paro respiratorio, siendo dado de alta el 14 de diciembre de 2017.La CIDH le otorgó medidas cautelares, exigiendo al Estado venezolano que le brindase el tratamiento médico necesario.El maltrato y ausencia de tratamiento médico adecuado al Teniente Mogollón ha sido destacado en reportes sobre militares detenidos y maltratados en instalaciones militares y su influencia en el derecho internacional.
El 10 de mayo de 2022, tras más de 5 años de prisión, el teniente Luis Mogollón y el teniente Eliézer Vásquez fueron excarcelados con libertad plena.El deteriorado estado de salud del Teniente Luis Mogollón durante el período de su detención fue motivo de múltiples publicaciones de prensa,y la medida cautelar dictada por la CIDH en su caso ha servido de fundamento para demostrar el patrón de malos tratos a presos políticos en la Cárcel de Ramo Verde.